# Sorrento Calcio
Sorrento Calcio is een Italiaanse voetbalclub uit Sorrento, Campania, die op dit moment in de Lega Pro Prima Divisione speelt. De club werd opgericht in 1945 en kwam na een aantal jaren in de Serie D. Het grootste deel van haar bestaan heeft de club doorgebracht in de onderste regionen van het Italiaanse voetbal. In de jaren zeventig promoveerde Sorrento naar de Serie B, maar hun beste resultaat in deze divisie was de 19e plaats in 1971/72.

## Geschiedenis
Sorrento Calcio werd opgericht in 1945 en na een paar jaar in een lagere divisie te hebben gespeeld werd de club toegelaten tot de Promozione competitie in 1949/50. Sorrento eindigde in hun eerste seizoen op de laatste plaats in een competitie die gedomineerd werd door concurrenten US Avellino en Casertana.
Onder een nieuwe naam, Flos Carmeli, keerde de club halverwege de jaren vijftig terug naar de Promozione competitie. Deze keer was de club stabieler en konden ze zich handhaven in deze competitie. In 1957 veranderde de club haar naam terug in Sorrento Calcio.
Tegen het einde van de jaren zestig begon de club succesvoller te worden. In het seizoen 1967/68 werd Sorrento kampioen van de Promozione Campania en tijdens hun debuut in de Serie D volgde meteen weer promotie. De club werd kampioen op doelsaldo, nadat ze gelijk waren geëindigd met Turris.

## Succesvolle jaren zeventig
In het seizoen 1969/70 speelde Sorrento voor het eerst in de Serie C en eindigde meteen op een respectabele vierde plaats. Ze eindigden nog boven een aantal clubs met een veel grotere reputatie, zoals Lecce en Messina, en een aantal lokale rivalen, zoals Salernitana en Avellino.
Een seizoen later werd Sorrento weer een beter team en werd de ploeg kampioen van de Serie C. Hierdoor werd de club voor het eerst toegelaten in de Serie B. Dit was een heel knappe prestatie voor zo'n kleine club als Sorrento. In sommige stadions waar ze speelden pasten meer mensen dan de hele bevolking van Sorrento.
De club eindigde op een na laatste (19e) plaats en degradeerde uit de Serie B, maar boekte wel een aantal aansprekende resultaten. Vooral de 4-0-overwinning op Brescia was indrukwekkend, maar ook de twee overwinningen op Livorno en de 1-0-overwinning uit tegen Bari waren knap.
In de jaren die volgden was Sorrento niet in staat weer te promoveren naar de Serie B. Het beste resultaat in de rest van de jaren zeventig was een vierde plaats in 1976.
In het seizoen 1978/79 werd de competitie gereorganiseerd en werd Sorrento teruggezet naar de Serie C2.
Vijf jaar later, in het seizoen 1984/85, eindigde Sorrento op de tweede plaats. De club eindigde één punt achter kampioen Licata, maar ook de tweede plaats was genoeg voor promotie naar de Serie C1.

## Mindere periode
Vanaf dit moment ging er iets mis bij de club. In hun eerste seizoen na de promotie volgde direct weer degradatie. Tot aan het einde van de jaren tachtig bleef de club onder in de Serie C2 hangen, maar in 1989/90 volgde degradatie. De club eindigde gewoon vijfde, maar vanwege financiële redenen werd de club teruggezet naar de Serie D.
In het volgende seizoen, 1990/91, volgde nogmaals degradatie, vanwege een 15e plaats in de Serie D. De club was terug waar het ooit in het profvoetbal was begonnen: In de Promozione competitie. Drie jaar lang bleef de club in deze divisie spelen en in het laatste jaar werd weer het kampioenschap behaald.

## Opmars
Na deze promotie volgde weer een betere periode voor Sorrento. Na de promotie uit Promozione kwam de club in de nieuw opgerichte Eccellenza Campania divisie terecht. De eerste drie jaren in deze competitie werd steeds de top zeven behaald. In het achtste jaar werd de titel in Eccelenza gepakt en volgde wederom promotie naar de Serie D.
In de eerste twee seizoenen was Sorrento zeer constant en eindigde de club eerste 5e en daarna 6e. Het seizoen erna, 2001/02, was even een iets minder jaar. De club eindigde 14e met evenveel punten als Internapoli, een club die dat seizoen degradeerde. Sorrento herstelde zich en een aantal jaar later (2005/06) pakte de ploeg de dubbel: Kampioen van de Serie D en de Coppa Italia Serie D.
De opmars werd een seizoen later nog verder doorgezet toen Sorrento ook meteen weer kampioen werd in de Serie C2. Francesco Ripa van Sorrento werd topscorer van de competitie en in het seizoen 2007/08 speelt de club in de Serie C1.

## Bekendste spelers
- Giuseppe Bruscolotti
- Gennaro Ruotolo
- Ciro Immobile

## Managers
| Naam                    | Nationaliteit   | Jaren     |
| ----------------------- | --------------- | --------- |
| Giancarlo Vitali        | Vlag van Italië | 1970–1971 |
| Nicola D’Alessio        | Vlag van Italië | 1971–1972 |
| Bruno Bolchi            | Vlag van Italië | 1974–1975 |
| Luigi Raffin            | Vlag van Italië | 1975–1976 |
| Giancarlo Vitali        | Vlag van Italië | 1978–1980 |
| Paolo Franzoni          | Vlag van Italië | 1981–1982 |
| Urano Benigni Navarrini | Vlag van Italië | 1982–1983 |

| Naam                  | Nationaliteit     | Jaren      |
| --------------------- | ----------------- | ---------- |
| Jarbas Faustinho Canè | Vlag van Brazilië | 1984–1987  |
| Giuseppe Papadopulo   | Vlag van Italië   | 1987–1988  |
| Salvatore Di Somma    | Vlag van Italië   | 1988–1989  |
| Salvatore Amato       | Vlag van Italië   | 1997–2004  |
| Giuseppe La Scala     | Vlag van Italië   | 2004–2005  |
| Renato Cioffi         | Vlag van Italië   | 2005–2007  |
| Nicola Provenza       | Vlag van Italië   | 2007–heden |

## Erelijst
- Serie C1
  - Kampioen: 1970/71

- Serie C2
  - Kampioen: 2006/07
  - Runner-up: 1984/85

- Serie D
  - Kampioen: 1968/69, 2005/06

- Coppa Italia Serie D
  - Winnaar: 2005/06

- Eccelenza Campania
  - Kampioen: 1997/98

- Promozione Campania
  - Kampioen: 1967/68, 1993/94
  - Runner-up: 1992/93